# 开元路 (长沙市)
开元路为湖南省长沙县境内东西干道，西起于博览路，与福元路相接，东至于春华大桥，全长约15公里，城区路幅宽46米，双向6车道。开元路始建于1990年代中期，长沙县政府驻地迁至星沙之初早期初期修建的主干道之一，后经过多次整修拓展，延至春华大桥。
东延线跨长沙县和浏阳市，西起于春华大桥南端，在长沙县境内途经春华镇春华山村、武塘村；浏阳境内途经永安镇、北盛镇，接永盛公路，全长16.3公里，采用二级公路标准建设。长沙县路段4.6公里，浏阳市11.7公里。路基宽15米，设计时速60公里，全线2010年12月22日竣工通车。长沙县境内路段呈东西走向，设计时速为每小时60公里，路基宽15米，路面宽13.5米，桥梁宽15米，沥青砼路面，投资估算7,807万元。